# Below Zero (film)
Iarnă cruntă (în engleză Below Zero este un film de comedie cu Stan și Bran, lansat în 1930. El are o durată de 20 minute și era format din trei role. Filmul a fost regizat de James Parrott, produs de Hal Roach și distribuit de Metro-Goldwyn-Mayer.

## Rezumat
Iarna cruntă din 1929, nu va putea fi uitată prea curând! nasul Domnului Hardy, era așa albastru, încât Domnul Laurel l-a asemuit cu o pasăre! în fine, cei doi sunt văzuți cântând la instrumente, în plină iarnă! de asemenea ei cântă, ca de exemplu, Bran la bas, și Stan la pian! ironia face, că ei cântă la instrumente, un cântec de vară, în loc de un cântec de iarnă! cântecul care îl cântă cei doi, este un cântec de la 1902, care se numește In the Good Old Summertime! ei nu au deloc succes să facă bani pe ninsoare, ca alți muzicieni de stradă. Cel mai mult, îl enervează pe unul care dădea la lopată, să curețe zăpada! apoi o femeie de la fereastră, le spune zice, să se mute câteva străzi mai încolo, după aceea în timp ce s-au mutat mai încolo, un alt domn, nu îi convine că cei doi cântă, și aruncă cu bulgări în ei! problema este când dă Stan, să arunce cu bulgări, nimerește pe una care avea apă în găleată, și asta se enervează așa de rău, încât se duce spre ei! lui Bran, îi sparge oul lui Stan, de față! iar Stan apoi, îi aruncă găleata cu apă acelei femei, iar Bran se amuză teribil de faza făcută de Stan! dar femeia, s-a enervat rău, și i-a rupt în două basul lui Bran la care cânta, iar lui Stan, i-a aruncat cât colo pianul lui Stan, de i-a fost strivit in bucăți! Bran și Stan sunt triști și supărați că numai au la ce cânta, însă dă norocul peste ei! mai ales când găsesc un portofel pierdut! apoi un hoț, le iese în cale, și fug repede de el, însă dau de un polițist la un magazin, și el le zice spune, de ce fugiți! iar Stan și Bran răspund, de hoțul ăla, a vrut să ne i-a banii! polițistul apoi zice spune, hmmm așa deci ei! și îl gonește pe hoțul acela, după care polițistul le zice spune, ar fi bine să aveți grijă, în aceste cartiere, acești hoți de buzunare pot să vă taie beregata pentru zece cenți! după care Stan, răspunde, dar noi înainte de a ni se tăia beregata, nu mai bine mâncăm ceva! iar apoi Bran, răspunde, splendidă idee! după care Bran îi spune zice polițistului! aș vrea să ne însoțiți, mai ales că ne-ați ajutat cu hoțul! polițistul răspunde, da desigur! așadar, Stan și Bran îl însoțesc pe polițist la un restaurant! acolo ei comandă niște costițe cu ceapă, pe care le mănăncă cu poftă! după care, polițistul zice spune, știți aș vrea să plătesc eu totuși! după care, Bran zice spune, nu, nu, nu! tu ești oaspetele de onoare, noi plătim! după care polițistul zice spune, bine dacă așa vreți voi! fie! Bran apoi mai comandă niște parfeuri și cafeluțe! dar când îl vede pe Stan, că comandă exact aproape aceeași comandă, îi piere cheful! iar Bran se scuză, de față cu polițistul, scuzați manierele prietenului meu! după care zice spune polițistul, nu face nimic, stați liniștiți! stau ce stau la masă, iar Stan observă că portofelul pe care l-au găsit, era chiar a polițistului care stătea cu ei la masă! Bran se împacientează și el, după care vede polițistul poza lui din portofel! așadar Stan și Bran, au dat de belea! polițistul răspunde, așa deci voi sunteți hoți de buzunare, nu-i așa! Bran răspunde, știți putem explica! polițistul răspunde, ar fi bine, deși ar trebui să stați cel puțin zece ani! de fapt nu lasă, am o idee mai bună! polițistul îl cheamă pe chelner, și îi spune zice, eu îmi plătesc consumația! dar domnii aștia doi, o vor plăti pe a lor! chelnerul răspunde, bun am înțeles! hmmm! după care polițistul, le zice spune lui Bran și Stan, ne vedem afară după ce terminați de plătit, consumația! sper! apoi Bran îl întreabă pe Stan, cu frică! chiar nu ai, nici un ban! apoi Stan își verifică portofelul, dar e aproape gol! apoi chelnerul hotărăște! a deci nu aveți vreun ban la voi! prea bine, atunci veți fi bătuți măr, se stinge lumina! iar Stan și Bran, apoi sunt scoși afară de chelner, Bran este aruncat în stradă, aproape să îl calce vreo mașină! se uită dar nu îl vede pe Stan, îl strigă, tot nu apare! apoi aude zgomote într-un butoi! Stan, a fost aruncat de chelner, într-un butoi cu apă înghețată bocnă! când deschide Bran, capacul butoiului! îl întreabă pe Stan, dacă este bine! el răspunde, că a băut toată apa din butoi! și că a făcut o burtă mare, și nu putea să iasă din butoi, din cauza asta! iar Bran, îl scoate pe Stan din butoi, dar cei doi sunt speriați și chiar nu știu ce să facă mai departe!.

## Distribuție
- Stan Laurel - el-însuși (Stan)
- Oliver Hardy - el-însuși (Bran)
- Bobby Burns - bărbatul orb/diner mort
- Baldwin Cooke - bărbatul de la fereastră
- Kay Deslys - femeia de la fereastră
- Charlie Hall - bărbatul care dădea la lopată
- Jack Hill - copil din autobuz
- Frank Holliday - polițistul
- Charles McMurphy - chelner
- Bob O'Connor - chelner
- Retta Palmer - femeia care părăsea fereastra
- Blanche Payson - femeia formidabilă
- Tiny Sandford - Pete
- Charles Sullivan - chelner
- Lyle Tayo - femeia de la fereastră
- Leo Willis - hoțul

## Semnificație culturală
Stan și Bran, în versiunea spaniolă extinsă, Tiembla Y Titubea, a fost de asemenea produsă cu Laurel și Hardy vorbind fonetic, de la tablele așezate tocmai afară în afara razei camerei de filmat! actorii vorbitori de spaniolă înlocuiau, pe cei care vorbeau în limba originală.